# Georgina Bruni
Georgina Bruni (n. 1947, Rotherham, Yorkshire – d. 19 ianuarie 2008, Knightsbridge, Londra) a fost un om de afaceri de origine britanică și un cercetător al fenomenului OZN. Este cel mai bine cunoscută pentru cartea sa privind incidentul OZN din Pădurea Rendlesham, You Can't Tell the People. Este fondator și a lucrat ca redactor-șef la revista online Hot Gossip.
Titlul cărții You Can't Tell the People (cu sensul de Nu poți spune oamenilor) provine dintr-o presupusă afirmație a lui Margaret Thatcher, prim-ministrul Marii Britanii din 1997, cu  privire la evenimentele din Pădurea Rendlesham din 1980.